# Defense Advanced Research Projects Agency
La Defense Advanced Research Projects Agency (DARPA) (en français : « Agence pour les projets de recherche avancée de défense ») est une agence du département de la Défense des États-Unis chargée de la recherche et développement des nouvelles technologies destinées à un usage militaire. 
Jusqu'à aujourd'hui, la DARPA a été à l'origine du développement de nombreuses technologies qui ont eu des conséquences considérables dans le monde entier dont les réseaux informatiques (notamment l'ARPANET qui a fini par devenir Internet) et le NLS (sigle représentant, en anglais, l'expression « oN-Line System », en français, littéralement, « système en ligne ») qui a été à la fois le premier système hypertexte et un précurseur important des interfaces graphiques devenues omniprésentes de nos jours.

## Mission accomplie parallèlement
Actuellement, l'énoncé de la mission de la DARPA est de « faire des investissements cruciaux dans les technologies révolutionnaires pour la sécurité nationale des Etats-Unis ».

## Histoire
Les origines historiques d'un tel service remontent à la mise en place à partir de 1940 du National Defense Research Committee puis de l'Office of Scientific Research and Development.
Depuis sa naissance le nom de cette agence a quelque peu varié. La principale raison de sa création est le lancement du satellite soviétique Spoutnik en 1957, qui fut un coup dur pour les États-Unis. Ainsi le 7 février 1958, le président Eisenhower signa la directive 5105.15 donnant naissance à l'ARPA, avec pour objectif de faire en sorte que la technologie de l'armée américaine reste supérieure à celle de ses ennemis. Puis le 23 mars 1972, un « D » (pour « Defense ») y fut accolé, avant d'être retiré le 22 février 1993. Finalement, le nom « DARPA » est repris le 11 novembre 1996.
En raison du contexte politique de l'époque, les projets lancés par la DARPA furent d'abord axés sur l'espace et les missiles, avant que ses activités spatiales ne soient transférées à la NASA et le renseignement satellitaire au NRO. L'un des premiers projets gérés par l'agence fut le programme Transit en 1958 : il s'agissait d'un système de navigation par satellite, il est ainsi le précurseur du GPS.
Par la suite, dans les années 1960, le principal axe de recherche concerna la défense spatiale antimissiles et la détection des essais nucléaires dont sortirent les projets Vela et Defender. Le premier était constitué de satellites baptisés Vela Hotel dotés de différents capteurs devant recueillir les données permettant de repérer les explosions atomiques. Quant à Defender, il était chargé de la défense antimissiles, il permit entre autres le développement des antennes radar actives. L'agence était alors le principal sponsor du comité JASON, un groupe de scientifiques chargés de conseiller le gouvernement, et qui se fit connaître lors de la guerre du Viêt Nam pour avoir mis en place la notion de « champ de bataille électronique » (electronic battlefield), qui faisait à l'époque référence à un système de senseurs reliés à des ordinateurs. Des initiatives de temps partagé sont aussi financées.
Par ailleurs, l'ARPA finança la plupart des travaux en intelligence artificielle, dont ceux de Marvin Minsky, d'abord sous le nom du Programme Command & Control, créé en 1962 - année de la crise des missiles de Cuba -, lequel fut pérennisé par le Bureau des Techniques de Traitement de l'Information (IPTO), dont le premier dirigeant fut l'informaticien J.C.R. Licklider (1962-64). Il fut suivi d'Ivan Sutherland (1964-66), Robert Taylor (1966-69) puis Lawrence Roberts (1969-1972), tous proches du MIT et des positions de Licklider concernant l'IA.
Dans les années 1970, l'accent fut mis sur l'aviation et la furtivité avec le lancement du projet Tacit Blue, qui développa les technologies du Northrop B-2 Spirit et Have Blue, précurseurs du Lockheed Martin F-117 Nighthawk. Dans la même période, la DARPA fut impliquée dans près de la moitié des avions « X », et notamment le X-29 dont le programme commença dès 1976. Celui-ci, caractérisé par sa voilure en flèche inversée, permit le développement des commandes de vol électriques, des ailes supercritiques en matériau composite et de la poussée vectorielle.
Pendant les années 1980-1990, les projets lancés, bien que moins futuristes, n'en permettent pas moins un grand nombre d'innovations. Les principaux programmes sont le Joint Strike Fighter et le E-8 Joint STARS.
Pendant cette dernière décennie, les principales études portèrent sur les drones (bien que celles-ci commencèrent dès les années 1960, notamment pendant la guerre du Viêt Nam), et les appareils hypersoniques.
Des centaines de millions de dollars transitent par la DARPA pour financer des projets ayant rapport avec la guerre bactériologique : Shaun Jones, médecin officier de marine et premier directeur de la DARPA, oriente les projets vers la recherche de médicaments non spécifiques mais conférant une protection élargie : vaccins polyvalents, médicaments antiviraux à large spectre… En 1998, la DARPA soutient 43 programmes, comme celui qui permettra de découvrir le DNA shuffling.

### Histoire récente
Le 28 octobre 2009, l'agence a ouvert une nouvelle usine à Arlington, en Virginie, à quelques kilomètres du Pentagone.
À l'automne 2011, la DARPA a accueilli le 100 Year Starship Symposium dans le but d'amener le public à réfléchir sérieusement aux voyages interstellaires.
Le 5 juin 2016, la NASA et la DARPA ont annoncé qu'elles prévoyaient de construire de nouveaux avions-X avec le plan de la NASA pour créer toute une série d'avions-X au cours des dix prochaines années. 
En juillet 2016, il a été annoncé que la DARPA amènerait un groupe d'experts en sécurité informatique de haut niveau à la recherche de failles de sécurité et créerait un correctif qui corrige ces vulnérabilités. Il s'appelle le Cyber Grand Challenge (CGC).

## Projets initiés par la DARPA
Bien que son mandat soit principalement militaire, plusieurs de ses projets ont trouvé des applications plus répandues dans le domaine civil, en particulier le projet ARPANET, ancêtre d'Internet.

### Projets actuels
- Boeing X-37
- Interface neuronale directe
- l'exosquelette motorisé XOS
- recherche sur les applications de la mémoire holographique
- BigDog, un robot capable de porter des charges.
- Cheetah, un robot capable de courir plus vite que n'importe quel être humain.
- Hypersonic Technology Vehicle 2, aéronef sans-pilote hypersonique
- Boeing SolarEagle
- Atlas, robot humanoide
- Darpa Robotics Challenge, compétition de robots humanoïdes
- TNT-Targeted Neuroplasticity Training, la stimulation des nerfs périphériques pour améliorer la plasticité et l'apprentissage[Darpa 2].
- Safe Genes Toolkite est un projet de recherche visant à créer des outils pour lutter contre les technologies d'édition de gènes telles que le forçage génétique[Darpa 3],[Darpa 4]
- La DARPA a financé des études sur les ampakines notamment CX-717[Darpa 5].
- La DARPA soutient plusieurs projets de modification génétique d'animaux : moustique ou rongeur, en utilisant le forçage génétique[7].
- Le 10 septembre 2024, le drone Piasecki ARES a réalisé son premier vol. Développé avec la DARPA et l'Air Force Research Laboratory, il est conçu pour évacuer les blessés en zones hostiles. Avec ses rotors basculants et sa motorisation hybride, il pourrait remplacer certains hélicoptères et servir pour diverses missions[8].

#### Projets menés par l'Information Processing Techniques Office
- BICA : projet Biologically inspired cognitive architectures (en)
- Bootstrapped Learning : projet d'intelligence artificielle
- LifeLog : un projet annulé en 2004 à la suite des critiques de défenseurs de la vie privée. Inspiré du projet Memex imaginé par Vannevar Bush, il visait à créer des bases de données répertoriant les différentes actions d'une personne (achats, sites web visités, contenu des communications, etc.) afin de les analyser et de créer des profils individuels. Microsoft poursuit un projet analogue, MyLifeBits, organisé par Gordon Bell qui en est le « cobaye ».
- FORESTER (en) : projet de radar aérien visant à détecter véhicules et personnel se déplaçant dans des forêts, etc.
- VIRAT (en): projet d'analyse des images recueillies par vidéosurveillance afin de pouvoir effectuer des recherches par mots-clés (par exemple, en recherchant toutes les images où trois personnes sont présentes, ou toutes celles où une fenêtre est brisée, etc.)
- Deep Green (en) : système informatique d'aide à la décision dans le cadre du champ de bataille
- Heterogeneous Urban RSTA Team (en) : projet de surveillance aérienne menée par drones, utilisé de façon automatique par l'armée ; mené en collaboration avec Northrop Grumman, qui précise qu'il pourrait être utilisé à des fins de police ou de contrôle des frontières ;
- High Productivity Computing Systems (en) : projet de développement d'ordinateurs à très haute capacité informatique (plusieurs pétaflops)

### Projets anciens
- ARPANET[9], qui est devenu ensuite Internet ;
- le système de positionnement GPS ;
- Projet AGILE ;
- Boeing X-45 ;
- Projet MAC (en) ;
- RQ-1 Predator ;
- Multics ;
- Radar passif ;
- Liberty Lifter ;
- Sea Shadow (IX-529).

### Grand Challenge
En 2004 et 2005 la DARPA a organisé le Grand Challenge, une compétition ouverte de véhicules terrestres autonomes, dans le désert du Nevada : l'équipe qui réussirait à construire une machine capable de traverser en un temps défini une certaine distance sans intervention humaine gagnerait un prix d'un million de dollars la première année, le double la suivante. En 2007, elle a organisé l'Urban Challenge, variante de la compétition, qui s'est déroulée cette fois en milieu urbain, avec une nouvelle fois un prix de 2 millions de dollars à la clé pour le vainqueur.
Alors que durant l'édition 2004, aucun véhicule n'avait réussi à terminer la course, l'année suivante, sur 23 véhicules, cinq sont arrivés au bout, dont quatre dans le délai imparti de dix heures. Le gagnant fut le véhicule de l'équipe d'ingénieurs de l'université Stanford en Californie, Stanley, un Volkswagen Touareg amélioré. Ce dernier a parcouru les 210 kilomètres en 6 h 54, à la vitesse moyenne de 30 km/h.
L'édition 2005 terminée, le directeur de la DARPA Tony Tether (en) a indiqué qu'il était peu probable qu'une édition 2006 soit organisée : le but du Grand Challenge était en effet d'accélérer le développement de ces technologies pour les voir utilisées dans des applications viables, notamment au sein de l'armée, ce qui est chose faite. Cependant, la DARPA organisa une nouvelle compétition le 3 novembre 2007, mais cette fois-ci en milieu urbain : le DARPA Urban Challenge. Six équipes réussirent à finir cette épreuve.

## Mode de fonctionnement
La DARPA ne fait pratiquement rien elle-même. Elle sous-traite les recherches et développements à des contractants multiples. Les laboratoires universitaires et les entreprises en bénéficiant s'engagent à une certaine confidentialité, mais selon des termes précisés dans chacun des contrats, ils sont autorisés à en tirer des applications civiles.
Les dépenses d'administration de la DARPA paraissent réduites au maximum, le staff permanent étant peu nombreux et renouvelé rapidement (5 ans en moyenne). Le budget semble donc pour l'essentiel consacré au financement des études et programmes. Mais lorsqu'un projet intéresse un acteur extérieur, par exemple le DOD, celui-ci participe à son développement. Il est donc pratiquement impossible d'avoir une idée précise des sommes investies, le budget du DOD, entre autres, étant célèbre par son obscurité. Le taux de soutien technique dans les dépenses totales de recherche et développement de DARPA est évalué à 7,4-9,9%.

## Organismes équivalents
- Allemagne : Bundesamt für Ausrüstung, Informationstechnik und Nutzung der Bundeswehr
- Canada : Recherche et développement pour la défense Canada
- France : Direction générale de l'Armement
- Inde : Defence Research and Development Organisation

### Site officiel
1. ↑  (en-US) « Mission », sur darpa.mil (consulté le 31 décembre 2017).
2. ↑  (en) « Targeted Neuroplasticity Training (TNT) », sur darpa.mil.
3. ↑  (en-US) « Building the Safe Genes Toolkit », sur darpa.mil (consulté le 25 juillet 2017).
4. ↑  (en-US) « Setting a Safe Course for Gene Editing Research », sur darpa.mil (consulté le 25 juillet 2017).
5. ↑  (en) « Script - Darpa », DARPATech2004,‎ 2004, p. 2 (lire en ligne [PDF])